# 弗朗孔维尔
弗朗孔维尔（法語：Franconville，法語發音：[fʁɑ̃kɔ̃vil] ⓘ），法国中北部城市，法兰西岛大区瓦兹河谷省的一个市镇，隶属于阿让特伊区，其市镇面积为6.19平方公里，2022年1月1日时人口数量为38,024人，在法国城市中排名第206位。
弗朗孔维尔位于瓦兹河谷省东南部，A15高速公路及圣但尼－迪耶普铁路由此通过，是巴黎西北部的一个卫星居民区，通过法兰西岛大区快铁C线连接。

## 地名来源

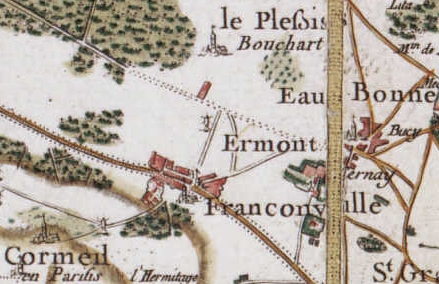
卡西尼地图上的弗朗孔维尔

根据史学家安德烈·瓦吉耶的描述，“弗朗孔维尔”一名最初于1137年以“Francorum Villa”的形式被记载，该名称来源于拉丁语，其中“Francorum”指“法兰克人的领地”，而“Villa”则意为“屋舍”，现代法语衍生含义为“聚落、城市”。

## 历史
弗朗孔维尔于中世纪中期形成聚落，中世纪末期为蒙莫朗西家族的一处领地，17世纪后成为巴黎和鲁昂之间道路上的一个驿站。法国大革命后，弗朗孔维尔成为塞纳-瓦兹省的一个市镇。工业革命期间，圣但尼－迪耶普铁路由此通过，当地人口数量逐年增加。二战后，弗朗孔维尔境内出现了集中式居民区，并开行了大区快铁。

## 地理

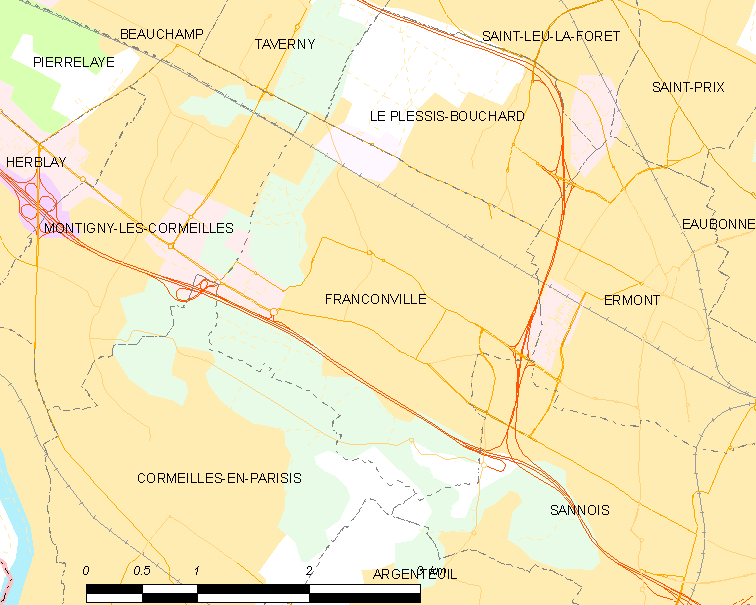
弗朗孔维尔市镇范围地图

弗朗孔维尔位于法国中北部，法兰西岛大区中北部偏西和瓦兹河谷省东南部，距离省会蓬图瓦兹大约16公里。与弗朗孔维尔接壤的市镇包括：勒普莱西布沙尔、博尚、帕里西地区科尔梅耶、埃尔蒙、蒙蒂尼莱科尔梅耶、薩努瓦、塔韦尼。

### 地形
弗朗孔维尔位于巴黎盆地腹地，境内以浅丘为主，市镇中心地势较为平坦，南部略有起伏，全境海拔在54到167米之间。

### 水文
弗朗孔维尔属于塞纳河流域，其境内无大型天然水域。

### 植被
弗朗孔维尔属于温带阔叶混交林区，市区内的主要绿地公园包括小牛公园（Parc Cadet de Vaux）、市府公园（Parc de la Mairie）等，市区南部有大片天然林地分布。
在鲜花城市的评比中，弗朗孔维尔被评为3星级鲜花城市。

### 气候
弗朗孔维尔在柯本气候分类法中属于温带海洋性气候。

## 行政区划
弗朗孔维尔是法国法兰西岛大区瓦兹河谷省的一个市镇，编号为95252。弗朗孔维尔隶属于阿让特伊区和瓦兹河谷省第四选区，管理弗朗孔维尔县，同时也是帕里西河谷城市圈公共社区的组成部分。
弗朗孔维尔市镇被划为9个街区，并实行街区自治制度。
法国国家统计与经济研究所（简称）在进行数据统计时，将弗朗孔维尔及相邻的另外1,793个市镇设为巴黎城市区。自2020年起，巴黎城市区被包含1,949个市镇的巴黎城市辐射区代替。此外，还将弗朗孔维尔市镇分为了16个“块区”（IRIS），以便于统计人口分布情况。

## 交通

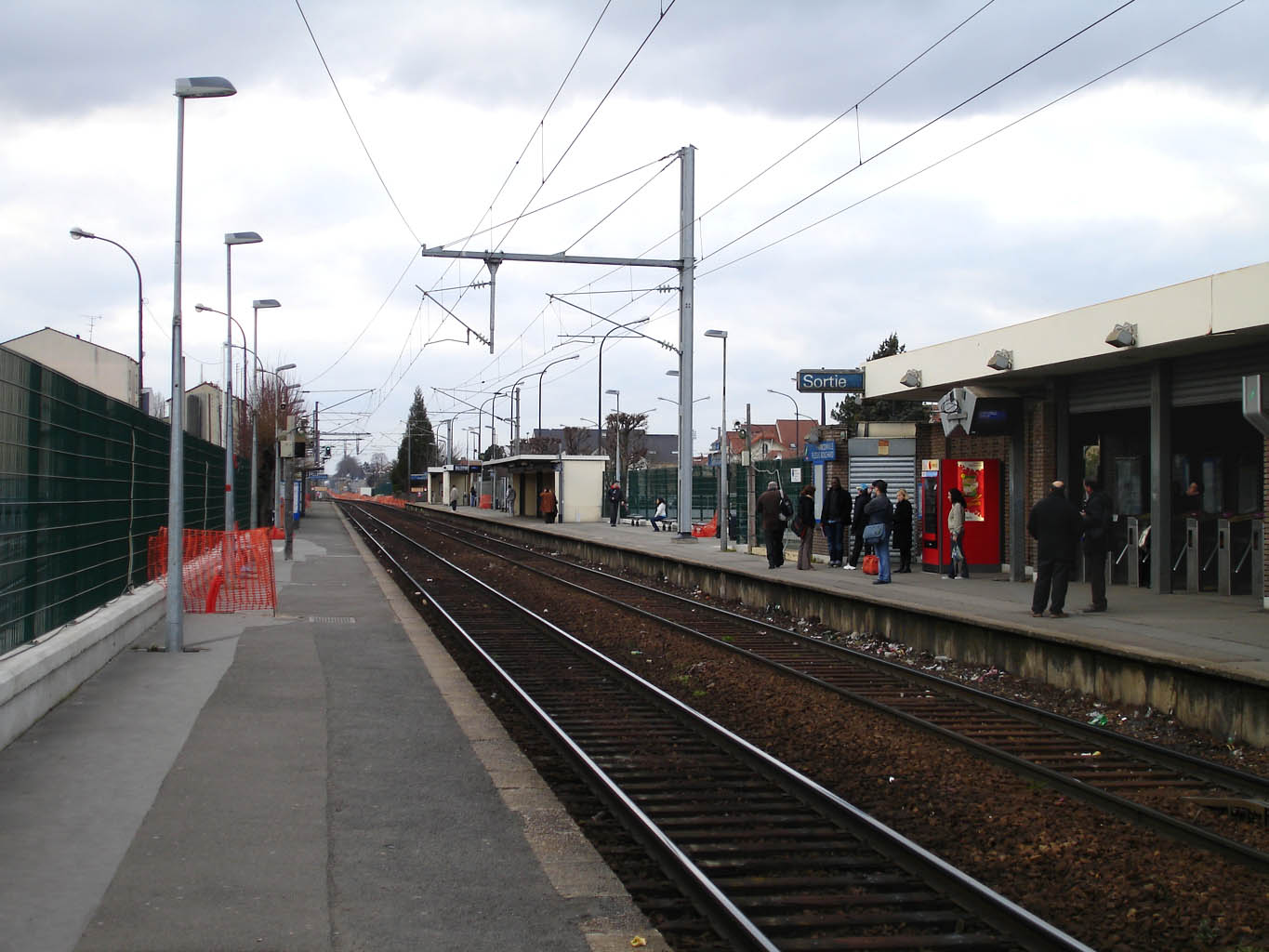
弗朗孔维尔-勒普雷西布沙尔火车站

### 公路
A15高速公路、A115高速公路和多条瓦兹河谷省省道在弗朗孔维尔境内交汇，当地的大部分道路都已完成城市化改造，配有照明、排水等设施。
2017年，78.6%的弗朗孔维尔家庭拥有至少一辆私人汽车。2019年，弗朗孔维尔境内共发生各类交通事故27起，造成31人受伤。

### 铁路
弗朗孔维尔位于圣但尼－迪耶普铁路上。弗朗孔维尔-勒普莱西布沙尔站位于市区北部，停靠法兰西岛大区快铁C线，高峰期平均12分钟就有一班前往巴黎的列车。

### 对外交通
距离弗朗孔维尔最近的长途汽车站、长途铁路客运车站和民用航空站为马约门汽车站、巴黎圣拉扎尔站和巴黎戴高乐机场，距离弗朗孔维尔市中心的公路里程分别约16公里、16公里和34公里。

### 城市公共交通
| 途经弗朗孔维尔境内的主要公共交通线路 |               | |
| 类型                                 | 运营商        | 线路 |
| 快铁                                 |               | ：蓬图瓦兹站 ↔ 弗朗孔维尔-勒普莱西布沙尔站 ↔ 埃尔蒙-欧博讷站 ↔ 马约门 ↔ 奥斯特里茨站 ↔ 马西-帕莱索站/圣马丁埃唐普站 |
| 公共汽车                             | RATP          | 261：拉加雷讷新城-邦加尔德 ↔ 快铁弗朗孔维尔-勒普莱西布沙尔站 |
| 公共汽车                             | Lacroix       | 30-03：快铁弗朗孔维尔-勒普莱西布沙尔站（市区环线） 30-12：快铁弗朗孔维尔-勒普莱西布沙尔站 ↔ 帕里西地区科尔梅耶-快铁站 30-14：快铁弗朗孔维尔-勒普莱西布沙尔站 ↔ 圣洛拉福雷-快铁站 30-37：快铁弗朗孔维尔-勒普莱西布沙尔站（勒普莱西布沙尔环线） 30-49：快铁弗朗孔维尔-勒普莱西布沙尔站（市区环线） |
| 公共汽车                             | Busval d'Oise | 95.19：阿让特伊站 ↔ 快铁弗朗孔维尔-勒普莱西布沙尔站 ↔ 蒙蒂尼-博尚 ↔ 塞尔吉省府站 95.29：快铁埃尔蒙-欧博讷站 ↔ 快铁萨努瓦站 ↔ 弗朗孔维尔-让·莫内高级中学 ↔ 快铁蒙蒂尼-博尚站 |
| 公共汽车                             | (N)           | N150：巴黎圣拉扎尔站 ↔ 快铁弗朗孔维尔-勒普莱西布沙尔站 ↔ 塞尔吉省府站 |
| 1.                                   |               | |

## 政治

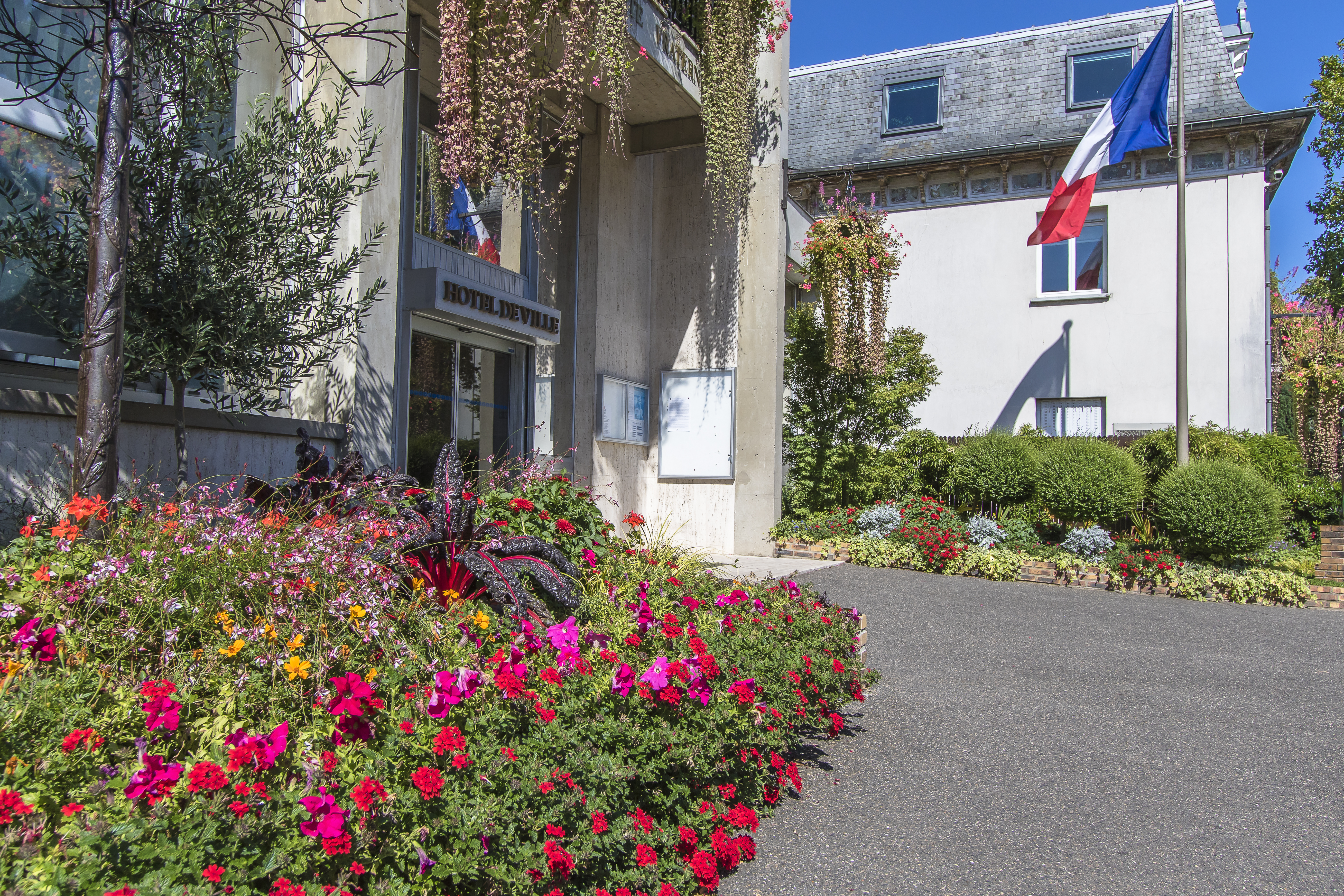
弗朗孔维尔市政厅

弗朗孔维尔的现任市长为泽维尔·梅尔基先生（Xavier Melki），他是共和党的一名成员，在2020年的市政选举中获得了60.76%的支持率。
在2017年的法国总统大选中，法国第25任总统埃马纽埃尔·马克龙在弗朗孔维尔获得了72.24%的支持率。

## 人口
2018年，弗朗孔维尔市镇人口数量为37,010，在法国排名第206位。其中男性17,738人，女性19,024人，75岁及以上人口占5.7%，外籍人口数量为8,306人，人口密度为5,979人/平方公里，当地居民被称为（男性）或（女性）。2019年，弗朗孔维尔境内出生639人，死亡人口234人。
| 年份   | 1936  | 1946  | 1954  | 1962   | 1968   | 1975   | 1982   | 1990   | 1999   | 2006   | 2011   | 2016   | 2018   |
| ------ | ----- | ----- | ----- | ------ | ------ | ------ | ------ | ------ | ------ | ------ | ------ | ------ | ------ |
| 人口數 | 6,151 | 6,130 | 7,697 | 11,185 | 16,205 | 24,231 | 32,948 | 33,802 | 33,497 | 32,988 | 33,512 | 36,112 | 37,010 |

## 经济
截至2021年6月，弗朗孔维尔境内共有各类用人单位3,632家，平均历史为11年，其中99.7%为中小型企业（PME）。（工业设备销售）、（食品销售）及（服装销售）是当地2019年营业额最高的三个企业，分别为16,996,328欧元、7,490,716欧元和7,184,342欧元。

## 财政收入
2019年，弗朗孔维尔的财政收入总额为45,992,600欧元，财政支出总额为43,992,000欧元，当年的债务总额为22,815,000欧元。 2020年，弗朗孔维尔共获得6 162 028欧元的国家财政补助，比上一年增加了0.01%。
2017年，弗朗孔维尔的人均月收入总额为2,425欧元，其中高级职员为3,683欧元，低于法国平均水平（4,214欧元）；中级职员为2,429欧元，高于法国平均水平（2,353欧元）；普通职员为1,821欧元，亦高于法国平均水平（1,690欧元）。
2017年，弗朗孔维尔境内的青壮年（15至64岁）失业率为13%，当地60.4%的家庭拥有纳税资格，平均纳税3,226欧元，低于法国平均水平（3,888欧元）。

## 社会事务

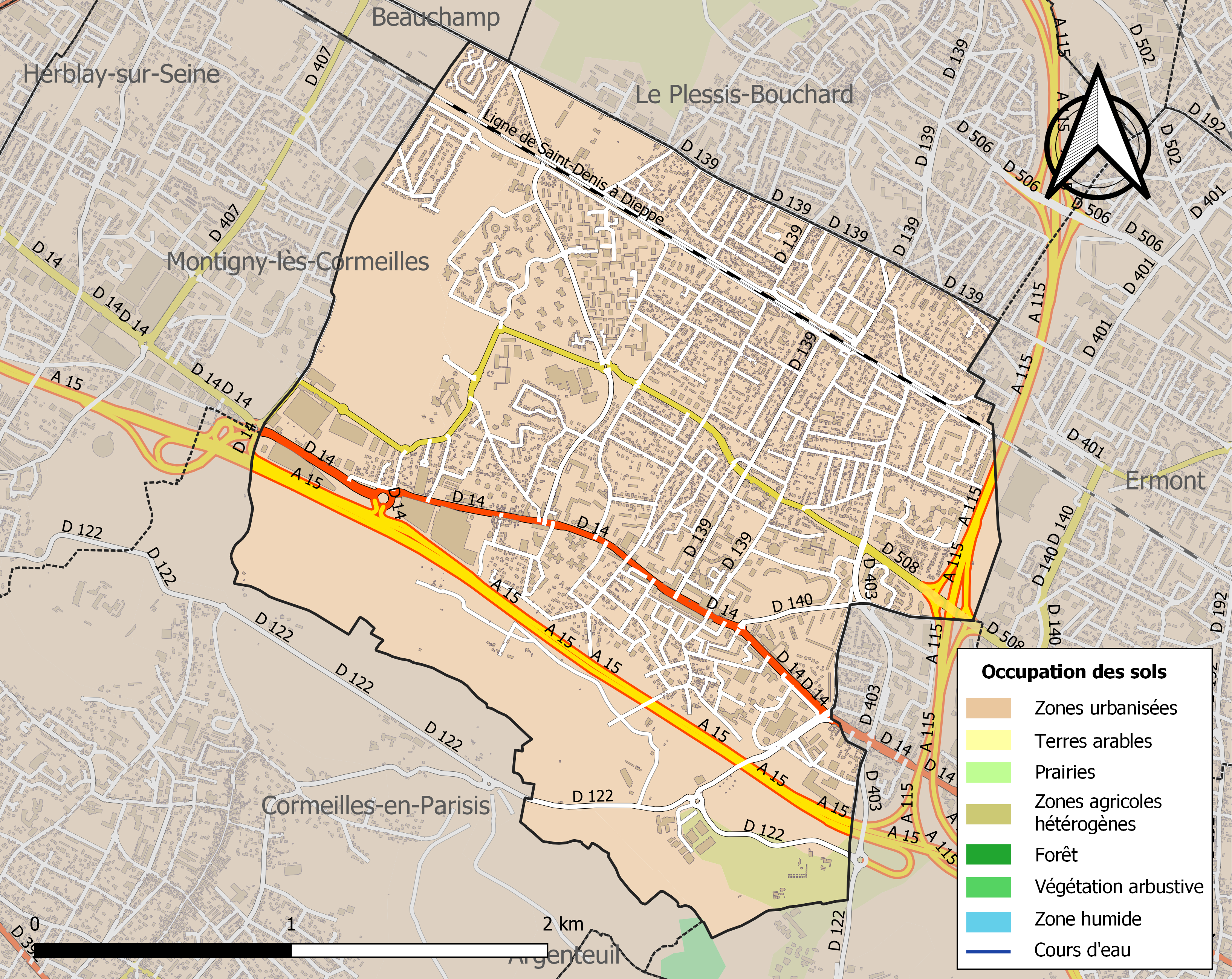
弗朗孔维尔土地利用情况地图

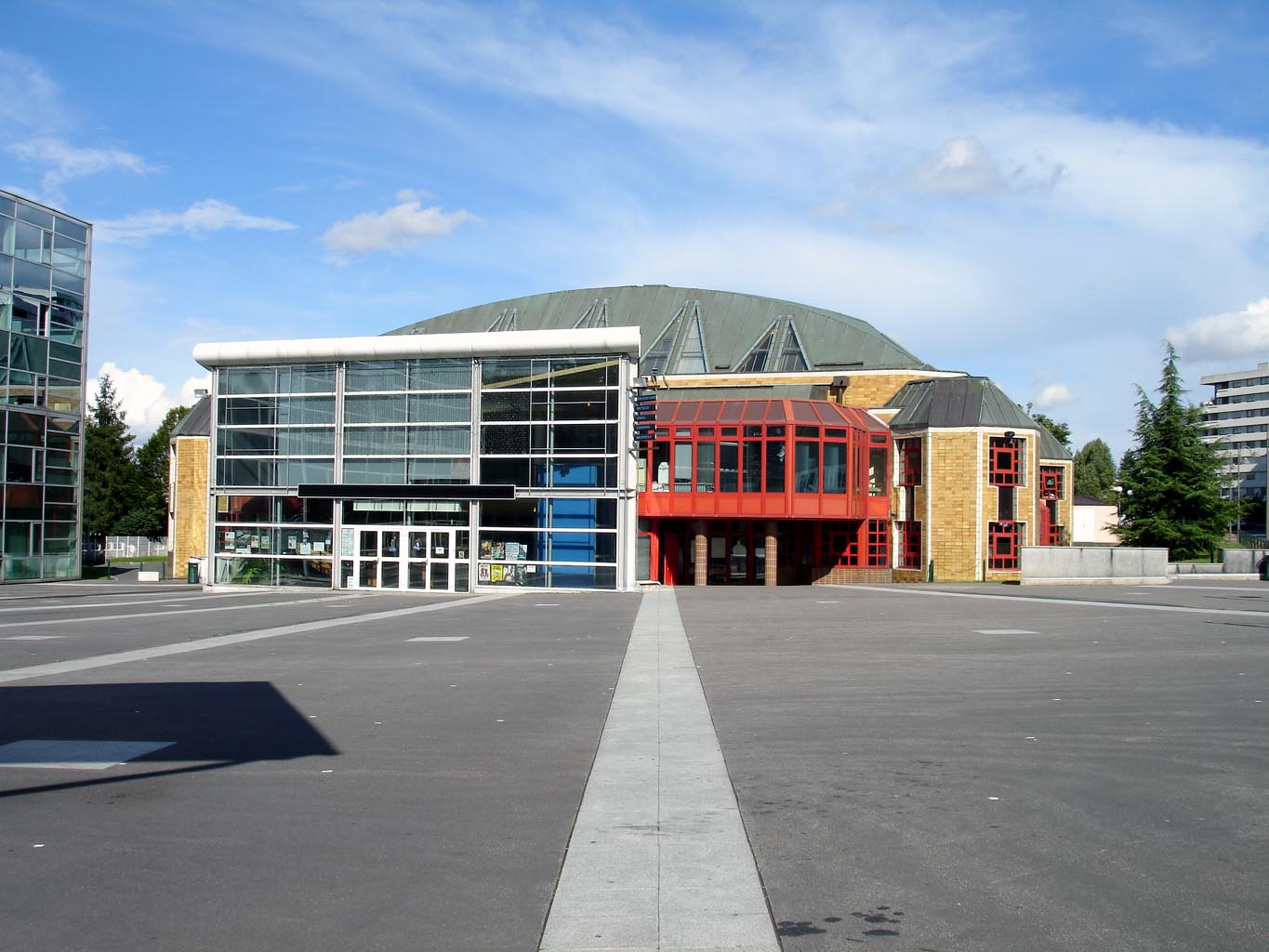
圣埃克絮佩里文化中心

### 教育
弗朗孔维尔属于凡尔赛学区。截止2019年1月1日，弗朗孔维尔境内共有9所幼儿园、11所小学、4所初级中学和2所普通高中。 2018至2019学年度，弗朗孔维尔境内共有在校中等教育阶段学生2777名。

### 医疗
截止2019年1月1日，弗朗孔维尔境内共有全科医生22名、保健师25名、牙医14名、护士26名、耳科医生1名、眼科医生1名、皮肤科医生0名、助产士2名、儿科医生1名和妇科医生3名。境内共有药房12家、养老院3家、残疾人帮扶中心1家。
距离弗朗孔维尔最近的综合医院为位于萨塞勒境内的“北部巴黎人私立医院”（Hôpital Privé Nord-Parisien），距离弗朗孔维尔大约21公里。

### 住房
2017年，弗朗孔维尔境内共有各类住房16,004套，其中24.9%为独立式居民区，74.8%为集中式居民区。常住房屋占弗朗孔维尔市镇范围内居民建筑总量的95.5%。
在住房保障政策方面，2017年，弗朗孔维尔境内共有2,405户家庭获得了住房经济补助，受益人数占总人口数量的6.5%，其中2,103份为房租补助。

### 商业
2019年，弗朗孔维尔境内共有各类实体商铺657家，其中餐厅83家、大型超市7家、杂货店3家、面包房12家、肉铺7家、书店7家、装饰品店3家、银行门店13家、美容美发店37家、汽车维修店25家。市区西部建有大型开放式商业街区，有宜家家居及E.Leclerc大型购物超市。

### 体育
2019年，弗朗孔维尔境内共有2家游泳池、8间体育馆、1座综合体育场、16处网球场、1处马术场、3处足球或橄榄球场以及2处篮球或排球场。
弗朗孔维尔足球俱乐部（Franconville F.C.）是当地唯一的注册足球队，2021至2022赛季参加瓦兹河谷省足球联赛。

### 环境
弗朗孔维尔的环境事务由其所属的公共社区负责。2019年，弗朗孔维尔境内暂无污染企业。

### 治安
2014年，弗朗孔维尔及附近地区共发生各类案件6,044起，其中盗窃类案件3,749起，经济类案件510起，毒品交易类案件488起。

## 文化

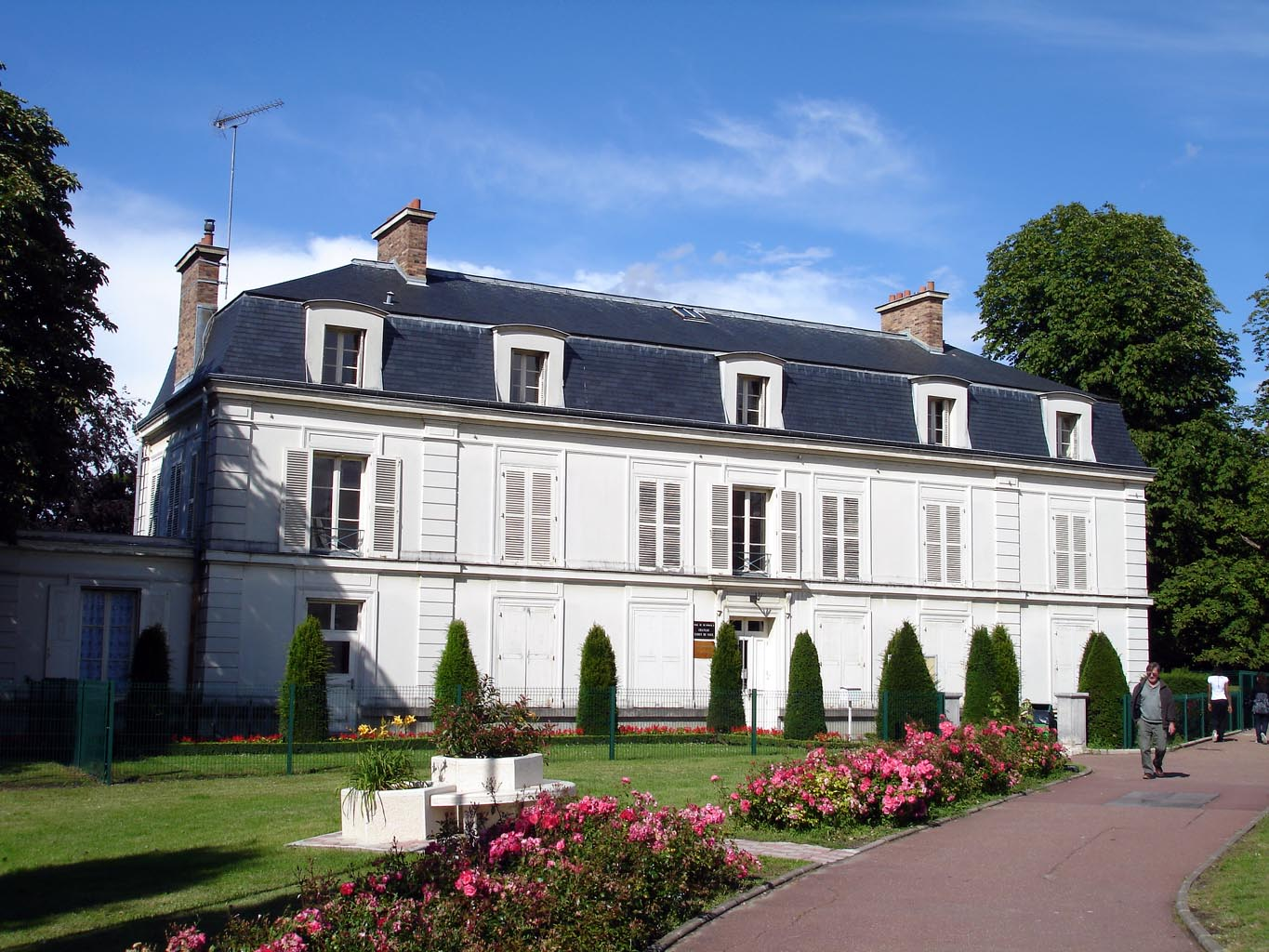
小牛城堡

2019年，弗朗孔维尔境内共有1家剧场、1家电影院和1家音乐厅。弗朗孔维尔市政府提供多媒体中心，向公众全年开放。

### 建筑
弗朗孔维尔境内的建筑大部分修建于20世纪后，小牛城堡（Château Cadet-de-Vaux）是当地为数不多的历史建筑物。

### 旅游
弗朗孔维尔的旅游事务由其所属的公共社区负责。2020年，弗朗孔维尔境内暂无任何游客接待设施。

### 媒体
法国主要的媒体均可在弗朗孔维尔接收，法国电视三台下属的法兰西岛大区频道在部分时段播出弗朗孔维尔所属区域的地方新闻。

## 友好城市
截至2021年6月，弗朗孔维尔共与两座城市互为友好城市关系：
- 德国 菲恩海姆
- 英格兰 Potters Bar